# Окно
Оптико-електронният комплекс „Окно“ (Оптико-электронный комплекс «Окно», ОЭК «Окно», „прозорец“ на руски) е военен комплекс на Руската федерация, част от системата за наблюдение на космическото пространство на Космическите войски.
„Окно“ се намира близо до град Нурек, на територията на Таджикистан. Комплексът е под командването на Космическите войски и е предназначен за автоматично откриване и следене на обекти на височина до 40 000 km над земната повърхност по оптико-електронен способ, чрез регистриране на отразената от тях слънчева светлина.
Проектът „Окно“ започва още през 1980-те, но поради редица причини изграждането му се забавя. Окончателно е въведен в експлоатация през 2003-2004 година. Комплексът е труднодостъпен и се намира на 2200 м надморска височина, но е оборудван с хеликоптерна площадка и до него има път. Персоналът се превозва от военното градче в предградията на Нурек посредством автобуси. Поради благоприятните климатични условия „Окно“ може да наблюдава космическото пространство най-малко 300 дни в годината. Освен за наблюдение, комплексът може да се употребява и за граждански цели и навигация на спътници.